# Joris Ivens

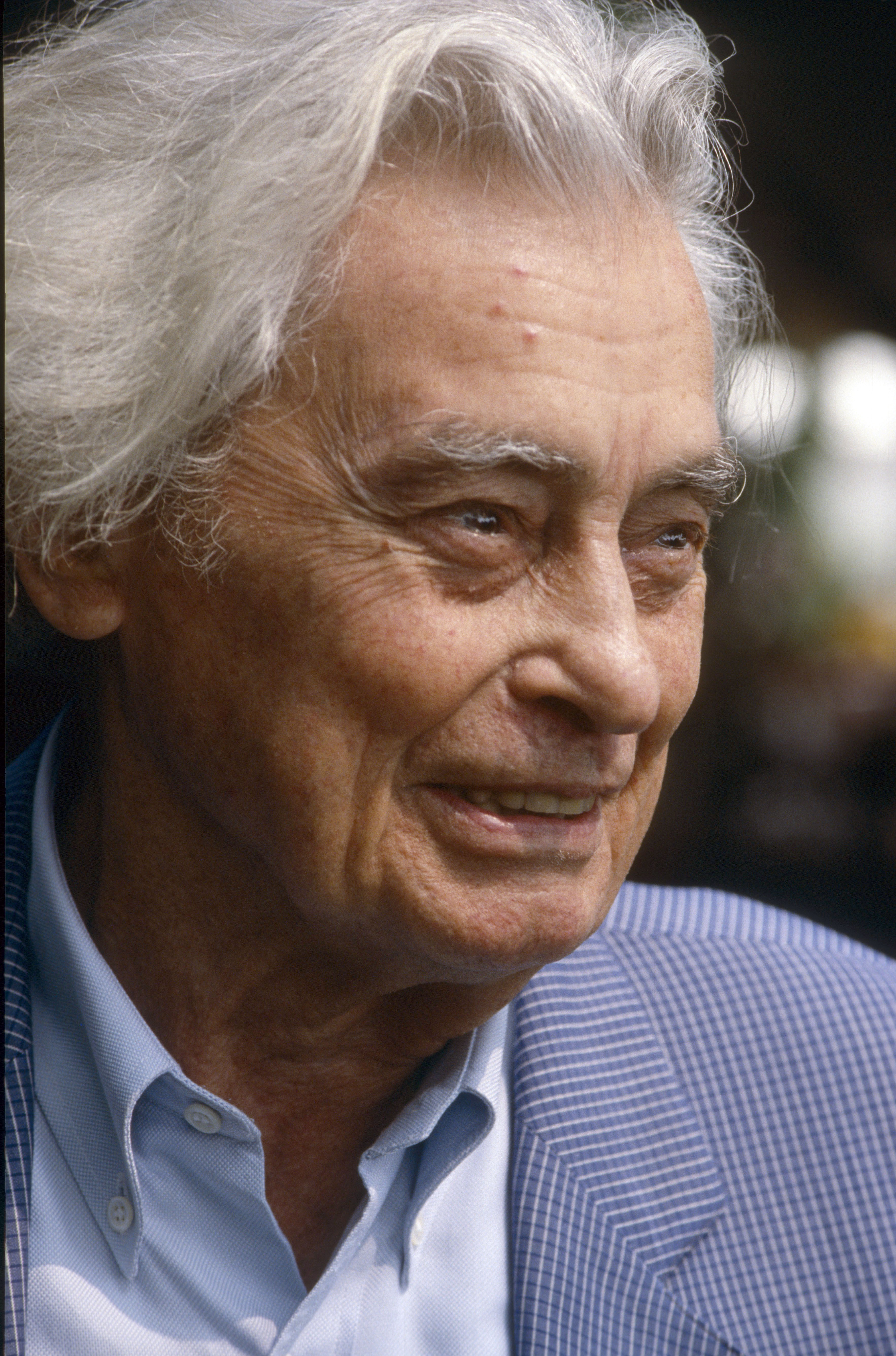
Joris Ivens (1984)

Joris Ivens (bürgerlich George Henri Anton Ivens, * 18. November 1898 in Nijmegen, Gelderland (Niederlande); † 28. Juni 1989 in Paris) war ein niederländischer Dokumentarfilmer. Seine Werke porträtieren industrielle Produktionsprozesse, Naturgewalten, soziale Konflikte und sind von Sympathien für den Kommunismus inspiriert. Ivens gilt als einer der bedeutendsten Dokumentarfilmer des zwanzigsten Jahrhunderts.

## Leben
Ivens wurde in eine wohlhabende Familie geboren. Er arbeitete in dem Fotobedarfsgeschäft seines Vaters, und daraus entwickelte sich sein Interesse am Film. Seinen ersten Film drehte er mit 13 Jahren. Später studierte er Wirtschaftswissenschaften und Fotografie mit dem Ziel, das Unternehmen seines Vaters zu übernehmen, aber sein Interesse am Klassenkampf ließ ihn eine andere Richtung einschlagen.

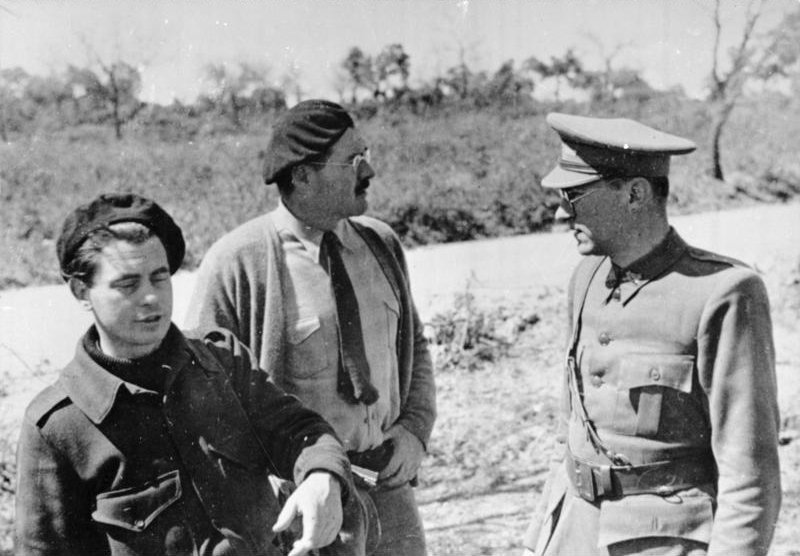
Joris Ivens (links) mit Ernest Hemingway (Mitte) und Ludwig Renn im Spanischen Bürgerkrieg (1936)

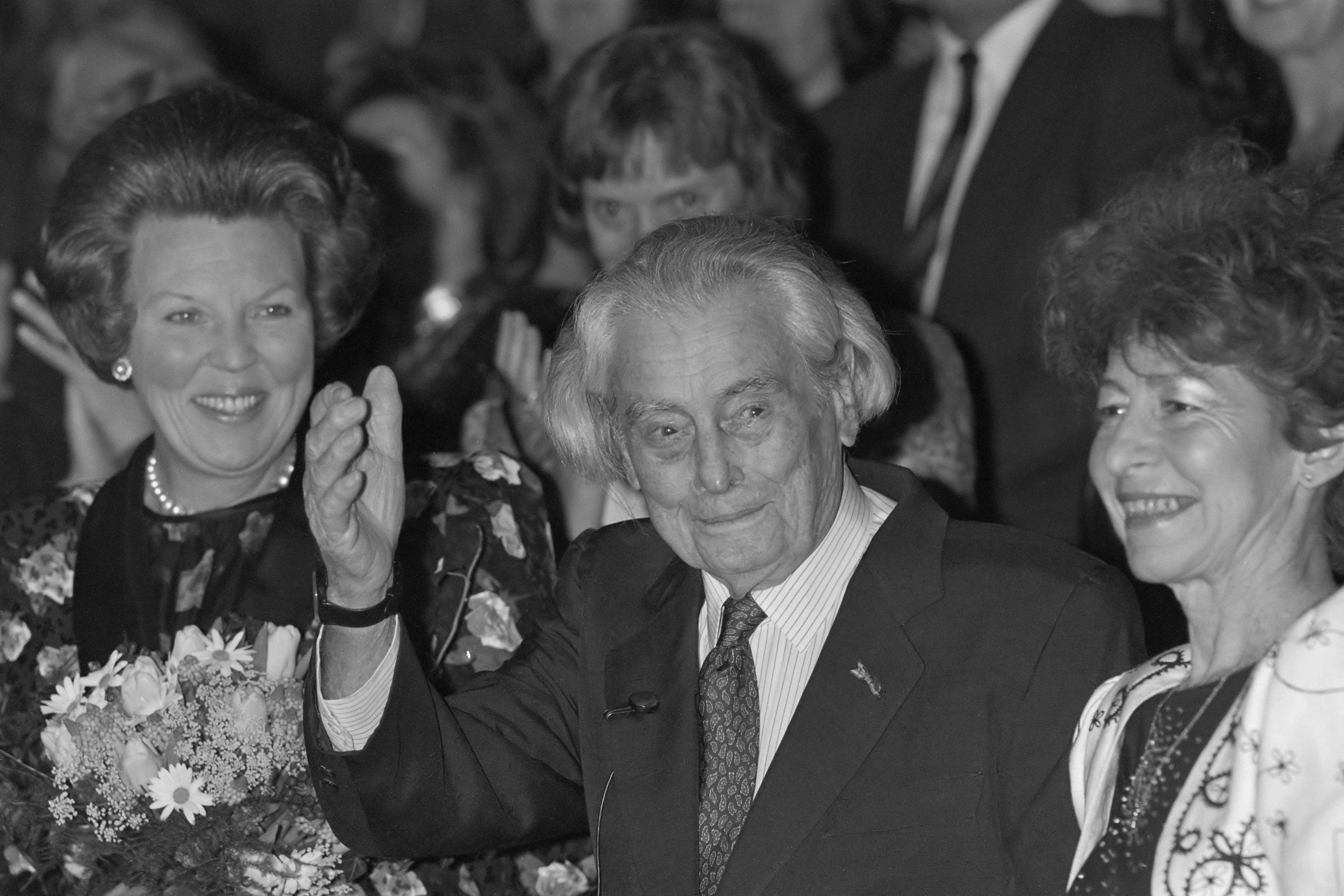
Ivens mit Königin Beatrix (links) und Ehefrau Marceline Loridan (rechts) im Jahr 1989

Ivens interessierte sich zunächst besonders für die Technik des Films und das Experiment. Unter seinen frühesten Filmen sind der zwölfminütige poetische Kurzfilm Regen, an dem er über zwei Jahre drehte, und De brug [Die Brücke] wohl die bekanntesten. Er wurde als eine wichtige Figur in der internationalen Film-Avantgarde betrachtet.
1931 und 1932 drehte Ivens in Magnitogorsk in der UdSSR Heldenlied. 1933 folgte Misère au Borinage [Elend im Borinage], ein bewegender und militanter Dokumentarfilm über die Arbeiter in einer Bergbauregion in Belgien.
Von 1934 bis 1936 lebte Ivens in Moskau, dann 1936 bis 1945 in den USA. Er drehte antifaschistische und andere politisch engagierte Filme, darunter von den Contemporary Historians produziert The Spanish Earth zur Unterstützung der Republikaner im Spanischen Bürgerkrieg, Kommentar geschrieben und gesprochen von Ernest Hemingway, und The 400 Million (1939), ein Film über den japanisch-chinesischen Krieg (Teile gedreht in China 1938) mit Joseph Losey und der Musik von Hanns Eisler.
1945 wurde Ivens durch die niederländische Regierung beauftragt, einen Film über die Befreiung Indonesiens von den Japanern zu drehen. Als Sukarno am Ende des Krieges aber die indonesische Unabhängigkeit proklamierte, lehnte Ivens weitere Arbeit für die niederländische Kolonialregierung ab. In Australien drehte er seinen eigenen Film zur Unterstützung der indonesischen Unabhängigkeitsbewegung mit dem Titel Indonesia calling. Dies führte zu einem Konflikt mit der niederländischen Regierung. Zudem arbeitete Ivens zwischen 1947 und 1956 ununterbrochen in Ost-Europa; die Schwierigkeiten um seinen Pass begannen 1948 in Prag nach dem dortigen kommunistischen Staatsstreich. Bis Ende der 1950er Jahre musste er alle drei bis vier Monate für Verlängerung seines Passes zur niederländischen Botschaft. Im Jahre 1985 bot die niederländische Regierung für diese Aktionen ihre Entschuldigung an. Dass sein Pass jahrelang beschlagnahmt gewesen sein sollte, war allerdings ein Mythos aus späteren Zeiten.
Von 1947 bis 1956 arbeitete er für die Staatsfilmstudios in verschiedenen osteuropäischen Ländern. Für die DEFA in der DDR machte er den Film Lied der Ströme. Für diesen Film wurde in 32 Ländern gedreht; er erhielt 1954 auf dem internationalen Filmfestival von Karlovy Vary den Friedenspreis.
Seit 1956 lebte Ivens in Paris. Von 1965 bis 1970 drehte er in Nordvietnam während des Krieges und beteiligte sich an dem kollektiven Film Fern von Vietnam.
Von 1971 bis 1977 arbeitete er mit seiner dritten Ehefrau Marceline Loridan, die er 1977 heiratete, an How Yukong Moved the Mountain (Yü Gung versetzt Berge), einem 763 Minuten langen Dokumentarfilm über die Kulturrevolution in China.
Kurz vor seinem Tod 1989 wurde der letzte seiner über 40 Filme fertiggestellt: Eine Geschichte über den Wind.
Nach Joris Ivens ist der Joris Ivens Award benannt, bis 2009 der Hauptpreis des International Documentary Film Festival Amsterdam.

## Dokumentarfilme (Auswahl)
- 1912 – Der Wigwam
- 1927 – Bewegungsstudien in Paris
- 1928 – Die Brücke
- 1929 – Regen (La pluie)
- 1931 – Philips-Radio
- 1933 – Komsomol
- 1933 – Neue Erde

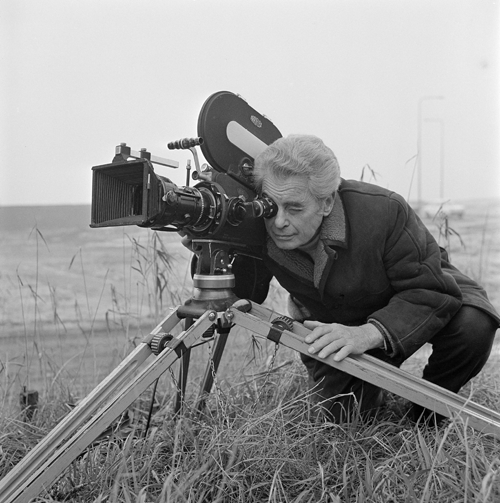
Joris Ivens (1971)

- 1934 – Elend in der Borinage  (Borinage, gedreht mit Henri Storck 1932/1933, 33 min., vertont 1963)
- 1937 – Spanische Erde (Kommentar geschrieben und gesprochen von Ernest Hemingway)
- 1939 – Die 400 Millionen
- 1940 – Elektrizität auf dem Land
- 1946 – Indonesia Calling
- 1952 – Freundschaft siegt (über die III. Weltfestspiele der Jugend und Studenten)
- 1952 – Friedensfahrt 1952 Warschau-Berlin-Prag
- 1954 – Lied der Ströme
- 1957 – Die Windrose
- 1957 – Die Seine trifft Paris
- 1963 – … in Valparaíso
- 1966 – Rotterdam-Europoort
- 1966 – Der Mistral
- 1967 – Fern von Vietnam  (Loin du Viêt-nam, gemeinsam mit Chris Marker, Alain Resnais, William Klein, Agnès Varda, Claude Lelouch, Jean-Luc Godard)
- 1968 – Der 17. Breitengrad
- 1976 – Wie Yü Gung Berge versetzt: Die Apotheke Nr. 3 in Shanghai
- 1976 – Wie Yü Gung Berge versetzt: Eine Geschichte über einen Fußball
- 1988 – Eine Geschichte über den Wind (Une histoire de vent, Dokumentarfilm)

2009 veröffentlichte André Stufkens eine fünfteilige DVD-Sammlung der Werke Ivens unter dem Titel Joris Ivens. Weltenfilmer.

## Auszeichnungen und Ehrungen

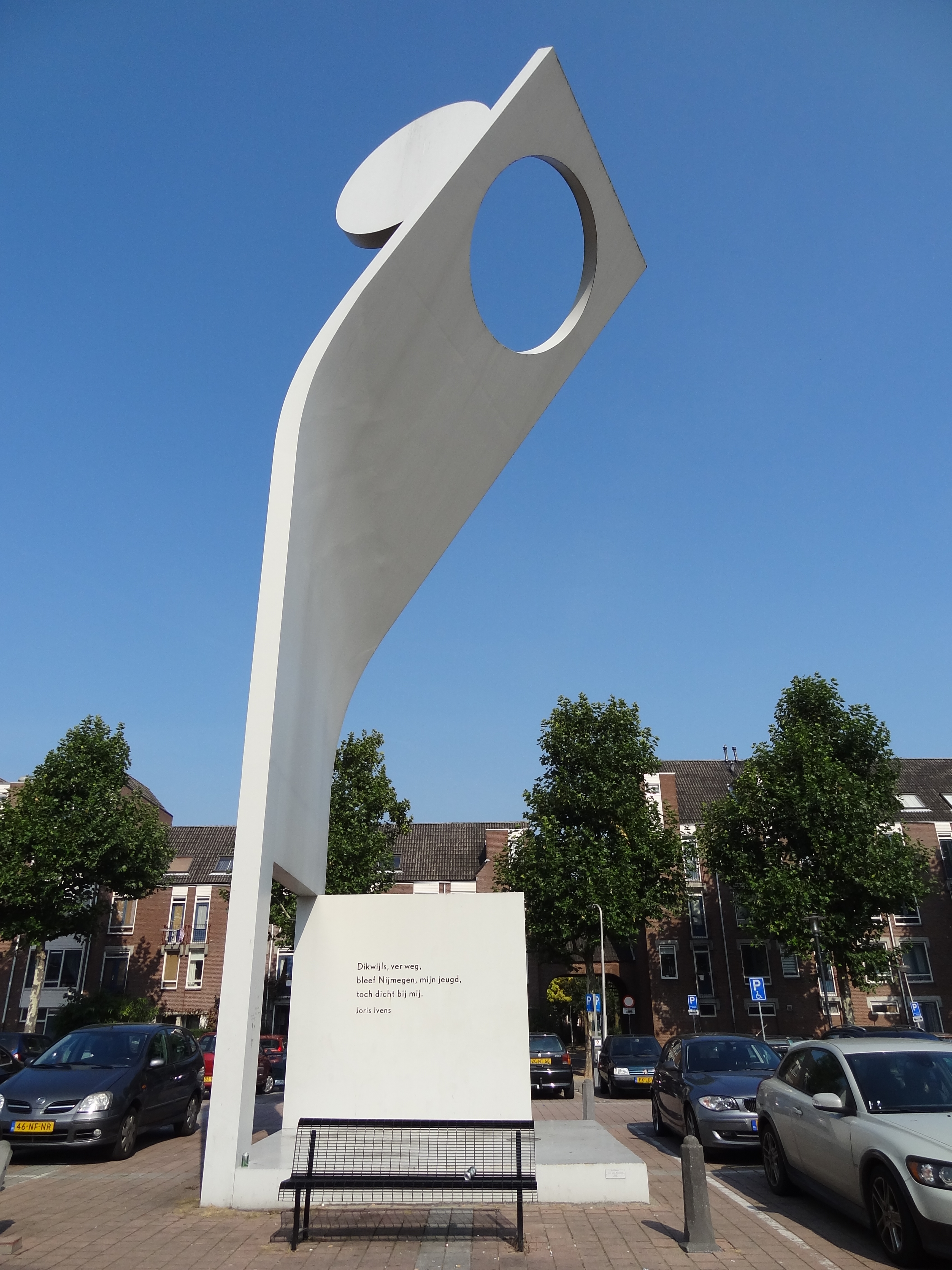
Gedenkskulptur für Joris Ivens in seiner Geburtsstadt Nijmegen

- Preis des Komitees für eine bessere Welt auf dem Internationalen Filmfestival Karlovy Vary (1954)
- Internationaler Friedenspreis des Weltfriedensrats (1954)
- Stern der Völkerfreundschaft in Silber (1963)[2]
- Internationaler Lenin-Friedenspreis (1967)
- Ehrendoktor der Universität Leipzig (1968)[3]
- Dick Scherpenzeel Prijs (1978)
- Alter Freund des chinesischen Volkes[4][5][6][7]